# Office Open XML
Az Office Open XML (nemhivatalosan OOXML vagy OpenXML) egy zippelt, XML-alapú fájlformátum, melyet a Microsoft fejlesztett ki a táblázatokhoz, a grafikonokhoz, a prezentációkhoz és a szövegszerkesztéshez. Az Office Open XML specifikációt először az Ecma (ECMA-376-jént), majd később az ISO és az IEC (ISO/IEC 29500-ként) szabványosította.
A Microsoft Office 2007-tel kezdődően az Office Open XML fájlformátumok váltak alapbeállítássá, a Microsoft Office fájlformátumává, habár a standard Strict (szigorú) változata még nincs teljesen támogatva. A Microsoft Office 2010 olvasási támogatást nyújt az ECMA-376-nak, írás/olvasásit az ISO/IEC 29500 Transitional-nek és olvasásit az  ISO/IEC 29500 Strict-nek. A Microsoft kijelentette, hogy a Microsoft Office (15-ös verzió) az ISO/IEC 29500 Strict-nek mind az olvasását, mind az írását támogatni fogja.

## Háttér
2000-ben a Microsoft kiadott egy kezdetleges XML-alapú fájlformátumot a Microsoft Excel-hez, amelyet az Office XP-be beépítettek. 2002-ben ezt egy újabb, Microsoft Word-formátum követte. Az Excel- és a Word-formátumok, azaz a Microsoft Office XML-formátumok később bekerültek a Microsoft Office 2003-as változatába.
A Microsoft 2005 novemberében bejelentette, hogy társszponzorálja az XML-alapú formátumok újabb változatának szabványosítását az Ecma International-en keresztül, "Office Open XML"-ként. Az Ecma számára elkészített egy prezentációt Jean Paoli és Isabelle Valet-Harper.

## Szabványosítási eljárás
A Microsoft a kezdeti anyagokat az Ecma International TC45 Technikai Bizottságához (Technical Committee TC45) nyújtotta át, ahol a szabványosításkor mint ECMA-376 jött létre, 2006 decemberében elfogadva.
A standard az ISO és IEC Joint Technical Committee 1 nevű bizottságához került. Az első sikertelen kísérlet után a formátum módosított verziója megkapta a támogatáshoz szükséges szavazatszámot, mint ISO/IEC Standard a JTC 1 szabványosítási eljárás eredményeképp, amely 2008 áprilisában fejeződött be. Az eredményként létrejövő négy részes Nemzetközi Szabvány (ISO/IEC 29500:2008 által kijelölve) 2008 novemberében lett kiadva és letölthető az ITTF-ből. Egy gyakorlatilag megegyező szöveg az Ecmától az ECMA-376 Office Open XML File Formats — 2nd edition (ECMA-376 Office Open XML Fájlformátumok — 2. kiadás, 2008 december) letölthető a honlapjukról.
Az Office Open XML ISO szabványosítása ellentmondásos és megkeseredett volt, igen sok vitával mind a specifikációs eljárás, mind a szabványosítási eljárás körül. Az InfoWorld alapján:
Az OOXML-t sokan ellenezték amiatt, hogy szükségtelen, mivel a szoftverfejlesztők használhatták az OpenDocument Format-et (ODF), egy kevésbé komplikált formátumot, amely már nemzetközi standard volt.

## Verziók
Az Office OpenXML dokumentáció számos verzióban létezik.

### ECMA-376 1. kiadás (2006)
Az ECMA standard öt részre van osztva a különböző igényekre szabva.
1. részAlapok:
Szóhasználat, jelölési konvenciók és rövidítések
Az elsődleges és támogató jelölőnyelvek összefoglalása
Megfelelőségi feltételek és átjárhatósági tanácsok
Az "Open Packaging Conventions" minden dokumentumtípusra érvényes megszorításai
2. rész. Open Packaging Conventions
Az Open Packaging Conventions (OPC) a csomagmodellre és fizikai csomagra, leírva és használva különböző alkalmazásokban és fájlformátumokban különböző kiadók által.
Az alaptulajdonságokat, digitális aláírásokat, hitelesítéseket és kódolási lehetőségeket definiálja a csomag részeire vagy egészére.
Az OPC XML-sémáit az XSD és (nem normatívan) a RELAX NG (ISO/IEC 19757-2) használatával adják meg
3. rész. Megalapozás
Informatív (nem normatív) bevezetés a WordprocessingML, SpreadsheetML, PresentationML, DrawingML, VML és Shared ML típusokba, tartalmakat és példákon és diagramokon keresztüli illusztráló elemeket is bemutatva
Az egyéni XML-tárolási lehetőségek leírása, az üzleti adatokkal való integrálást elősegítő csomag
4. rész. Markup Language Reference (Jelölőnyelv-referencia)
A WordprocessingML, SpreadsheetML, PresentationML, DrawingML, Shared ML-ekhez és a Custom XML Schema (Egyéni XML-séma) típusokhoz tartalmaz referenciákat, definiálva minden elemet és attribútumot, beleértve az elemek hierarchiáját (szülő/gyermek kapcsolatok)
XML sémák az XSD-ként deklarált jelölőnyelvekhez és (nem-normatívan) a RELAX NG használatával
Definiálja az egyéni XML-tárolási lehetőségeket
5. rész. Jelölőnyelv-kompatibilitás és kiterjeszthetőség
Leírja az OpenXML dokumentumok kiterjeszthetőségi lehetőségeit és megadja azon elemeket és attribútumokat, amelyekkel a különböző kiterjesztésekkel rendelkező alkalmazások együttműködhetnek

### ISO/IEC 29500:2008
Az ISO/IEC standard négy részre van tagolva. Az 1., 2. és 3. részek különálló standardok;példának okáért a 2. rész az Open Packaging Conventions, amelyet más formátumok, így az XPS és Design Web Format is használnak. A 4. rész az 1. rész egy módoítása, amelyen alapul.
Gyakorlatilag megegysező szövegeket adott ki az Ecma az ECMA-376 2. kiadásban (2008).
1. rész (Alapok és jelölőnyelv-referencia)
Ez a rész 5560 oldallal rendelkezik. Tartalma:
- Megfelelőségi definíciók
- A szabvány által definiált XML dokumentum jelölőnyelvekhez referenciaanyag
- XML sémák a jelölőnyelvekhez, az XSD és (nem normatívan) a RELAX NG használatával
- Az idegen jelölő lehetőségek definiálása

2. rész ("Open Packaging Conventions")
Ez a rész 129 oldallal rendelkezik. Tartalma:
- Az Open Packaging Conventions definíciója (csomagmodell, fizikai csomag)
- Alaptulajdonságok, digitális aláírások
- XML sémák az OPC számára az XSD és (nem normatívan) a RELAX NG használatával

3. rész (Kompatibilitás és kiterjeszthetőség)
Ez a rész 40 oldallal rendelkezik. Tartalma:
- A kiterjesztések leírása: olyan elemek és attribútumok, amelyek olyan mechanizmusokat definiálnak, melyek megengedik az alkalmazásoknak az alternatív tartalomszabályok bevezetését
- A kiterjeszthetőségi szabályokat az NVDL határozza meg

4. rész (Átmeneti migrációs lehetőségek)
Ez a rész 1464 oldallal rendelkezik. Tartalma:
- Kimaradt tartalom, mint például a kompatibilitási beállítások és a VML grafikai jelölőnyelv
- Az ezen szöveg és az ECMA-376 1. kiadás közti szintaktikai különbségek

A szabvány mind a dokumentum, mind az alkalmazás területén két szintet engedélyez, a strict és transitional szinteket a WordprocessingML, PresentationML és SpreadsheetML mindegyikére. Meghatározza emellett a felhasználási definíciókat, melyek base (alap) és full (teljes).

## Fordítás
- Ez a szócikk részben vagy egészben  az   Office Open XML című angol Wikipédia-szócikk fordításán alapul.  Az eredeti cikk szerkesztőit annak laptörténete sorolja fel. Ez a jelzés csupán a megfogalmazás eredetét és a szerzői jogokat jelzi, nem szolgál a cikkben szereplő információk forrásmegjelöléseként.